# 8631 Sherikboonstra
8631 Sherikboonstra eller 1981 EK41 är en asteroid i huvudbältet som upptäcktes den 2 mars 1981 av den amerikanska astronomen Schelte J. Bus vid Siding Spring-observatoriet. Den är uppkallad efter Sheri Klug Boonstra.